# 丸正自動車製造
丸正自動車製造株式会社（まるしょうじどうしゃせいぞう、Marusho Motor Co., Ltd. ）は、1948年から1967年まで日本にあった自動車製造企業である。主力製品のオートバイブランド「ライラック号」は先進的なメカニズムの採用で知られ、自動車技術会の「日本の自動車技術180選」に選出されている。

## 概要
創業者の伊藤正は、1929年（昭和4年）本田宗一郎が設立したアート商会浜松支店(現在の浜松アート商会)に入社し、自動車修理工としての経験を積んだ。
1938年（昭和13年）に本田の下から独立した伊藤正は、兄と共同で、浜松市野口町(現在の浜松市中区野口町及び中央)に「株式会社丸正商会」を創業した。これがのちの丸正自動車製造株式会社の創業に当たる。「丸正商会」の基幹事業は、整備や点検を軸とする自動車修理工場と輸入及び国産の自動車部品販売であった。1941年（昭和16年）の太平洋戦争勃発後、戦時中数回に渡って米軍に攻撃された「浜松空襲」で会社設備や取引先が被災してしまい、丸正商会は止む無く操業停止に追い込まれた。創業者の伊藤正は、師匠である本田宗一郎を頼り、本田が創業したピストンリング製造の「東海精機」に一時入社した。
伊藤は戦後の1946年（昭和21年）に事業を再開、濵松市上池川町22番地(現在の浜松市中区城北1丁目)に本社機能を移転させ、自動車修理販売及びトラックボディの製作を生業とする「丸正商会」を再興させた。その後、社名を「丸正自動車製造株式会社」と1948年（昭和23年）5月改称し、二輪車製造ブームに乗じる形で基幹事業を自動二輪車製造に切替えた。
丸正の技術陣は、一般的なオートバイの動力伝達機構であるチェーンを廃して、ドイツ風のシャフトドライブ機構を搭載したオートバイを開発、チャンネルフレームに自動変速機構を備えたオートバイ、ML型150ccの試作に成功した。車名は、伊藤の「藤」から同じ季節に咲く花として連想された「ライラック」の名が与えられた。
「ライラック号」開発の背景には、後年本田技研工業の社長となる河島喜好の同級生で、丸正自動車製造のエンジン技術者だった溝渕定の伊藤への進言があった。当時の日本製オートバイ用チェーンは技術の未熟や材質面の問題で耐久性が低く、とかくトラブルのもとになっていたため、溝渕ら技術陣は不満を抱いており、チェーン自体を廃する思い切った改良に踏み切ったのである。ML型の生産を1951年（昭和26年）3月に開始、市場に本格参入する。
当時の市場拡大傾向でオートバイ事業は順調に推移して行く中、販売網拡張の為、1953年（昭和28年）3月に本社機能を浜松市から東京都中央区日本橋通3丁目に移転させた。同年4月には、東京本社で ヘッドライト回りに燃料タンクを一体化した独創性溢れるデザインの「ベビーライラック号」JF型90ccの発表会を開催した。同年7月には、愛知県名古屋市及び福岡県福岡市に支店を開設、11月に東京都中央区八重洲に本社分室を増設する。事業拡大が続き、1954年（昭和29年）4月には、大阪市に支店を新設して強力な販売網を確立。右肩上がりの業績を背景に1957年（昭和32年）7月には、東京都中央区宝町2丁目に丸正ビルを完成させ、日本橋から本社を移転するに至った。
ライラック号は1953年3月の名古屋TTレースにおいて好成績をおさめた。更に1955年の浅間火山レースにもライラックが参加、19のメーカーが参戦する中で「非力」との前評判であったライラックは、有力と目されたホンダやヤマハ・スズキを破って優勝（耐久性の高さが大いに功を奏した）、同社の技術力を世に知らしめた。
しかし、1950年代後期には二輪車メーカーごとの技術開発・生産能力と営業力に著しい格差が生じるようになり、日本各地に膨大な数が存在していた中堅～零細のオートバイメーカーは淘汰の圧力を受ける。丸正もまた経営不振に陥り、メインバンクの大和銀行からスズキとの提携を持ちかけられたものの、伊藤は本田宗一郎への忠義立てとして提携を拒否した。
苦境の中、デザイン・メカニズムとも画期的なスクーターであったライラックAS71を1960年に開発すると、三菱重工業からこれを同社のシルバーピジョン・ブランドで販売するOEM申し入れがあり、伊藤はこれを引き受けた。当座はこれでしのげると見られたものの、三菱自身も当時二輪車製造の縮小を企図しており、AS71を改良したシルバーピジョン・ゲールペットの生産台数は当初の約束と相違する僅かな台数に留まり、また既に販売網を譲渡していたことから丸正は事実上市場から締め出された。再度スズキとの提携に動き出すもスズキも経営不振で救済に乗り出せず、1961年10月12日に倒産した。
結局ホンダの下請けとなることを前提に和議を認められたものの、伊藤は下請けを請け負わず新型車の開発に邁進する。本田宗一郎も伊藤が下請けを請け負わないのを見て見ぬふりをしていた。
この結果、丸正は1962年の東京モーターショーにおいて「ライラックR92」を発表した。高速道路網が発達しているアメリカに輸出することに活路を見出そうとしたが、債権者らはアメリカへの渡航費用でさえ借金返済に充てるべきと督促を繰り返し、アメリカでは仲介の外交官が高額な手数料を要求する事態になった。結局1966年（昭和41年）12月に全ての事業を閉鎖し、丸正自動車は法人としての会社組織を解散し清算された。溝渕定ら優秀な技術陣を擁しながら、とかく宣伝面を重視しがちで、独立にこだわるワンマン経営者であった伊藤正をいさめ、補佐できる経営面の人材（本田技研工業での本田宗一郎に対する藤沢武夫にあたるマネジメント担当者）に恵まれなかったことが、丸正のメーカーとしての寿命を縮める結果になった。
その後伊藤は、旧本社工場跡地に『ライラック荘』と名付けたマンションを建設、オーナーとして余生を送り2005年に死去。
溝渕はブリヂストンサイクル工業を経て、台湾でオートバイ産業に携わり、帰国後超小型餃子製造機を開発して浜松餃子ブームのきっかけを作った後、2000年に株式会社テクノマイスを創立して、歩行器の開発に取り組んでいる。
また、丸正自動車で金型設計等に携わった請井由夫は、倒産後に自動車部品等を製造する東亜工業所を創立した。その後社名を東亜工業と改め、現在は小型餃子製造装置の専業メーカーとして有名である。

## 製品一覧

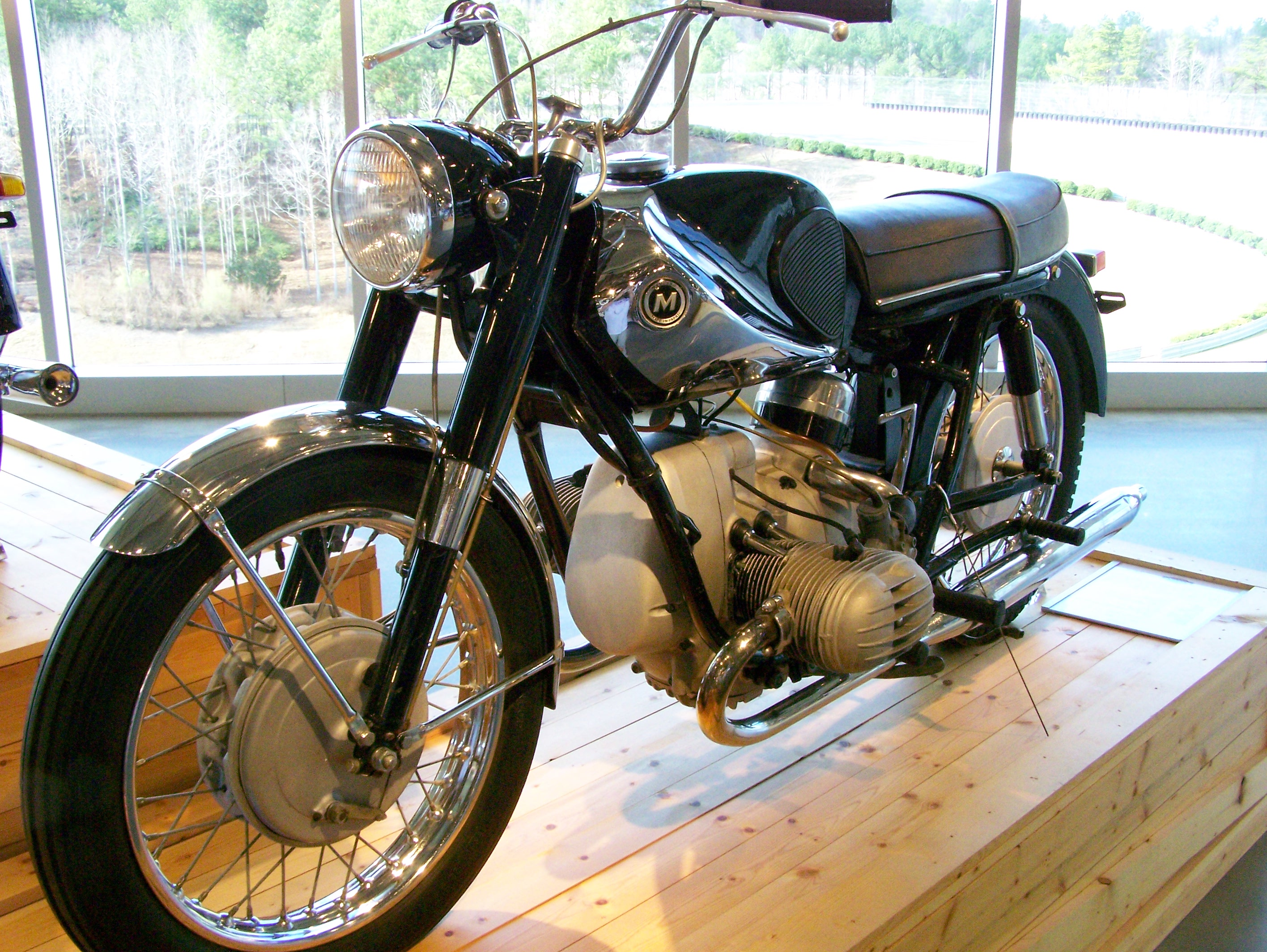
丸正・ライラック号（R92）

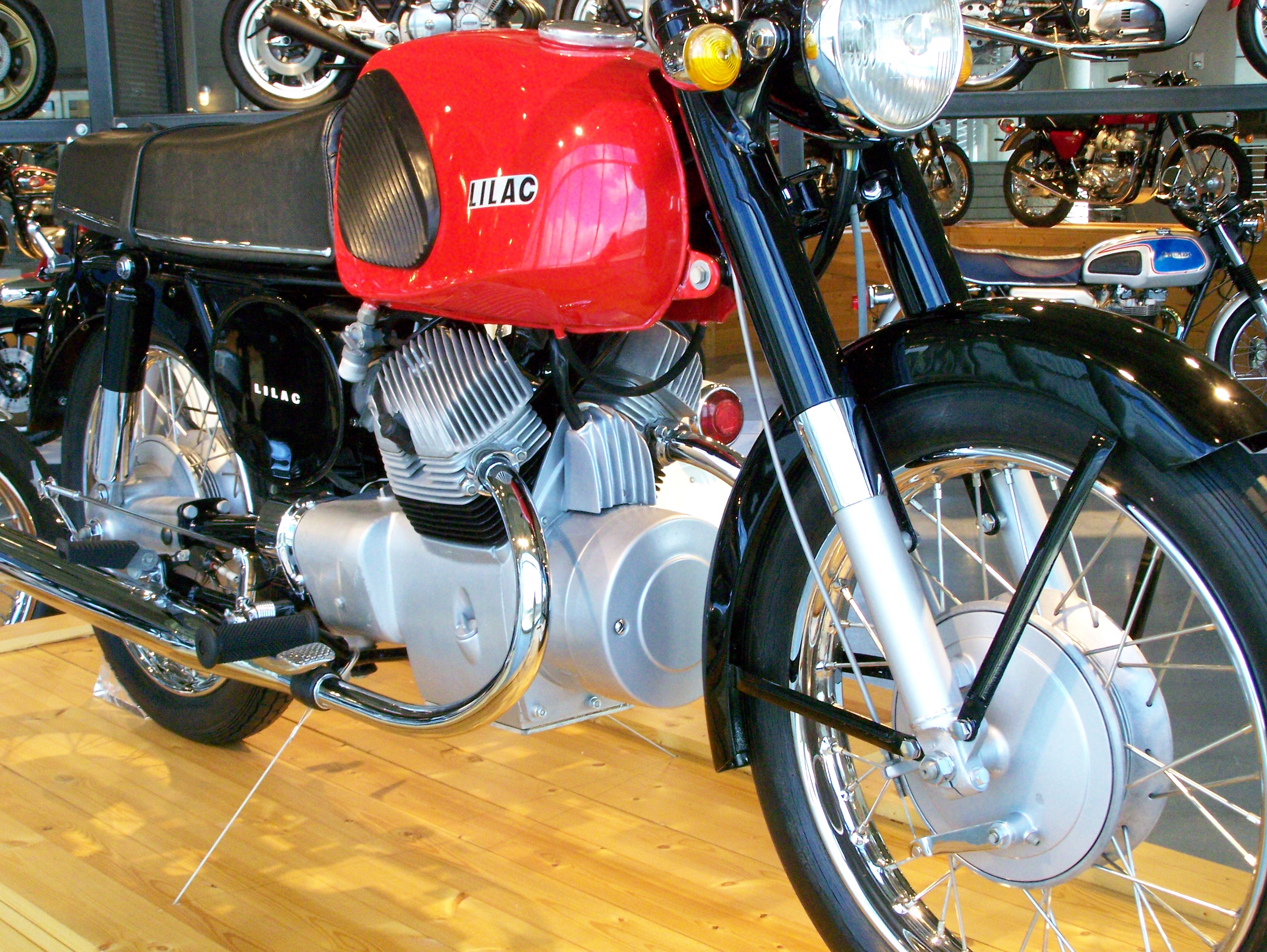
丸正・ライラック号

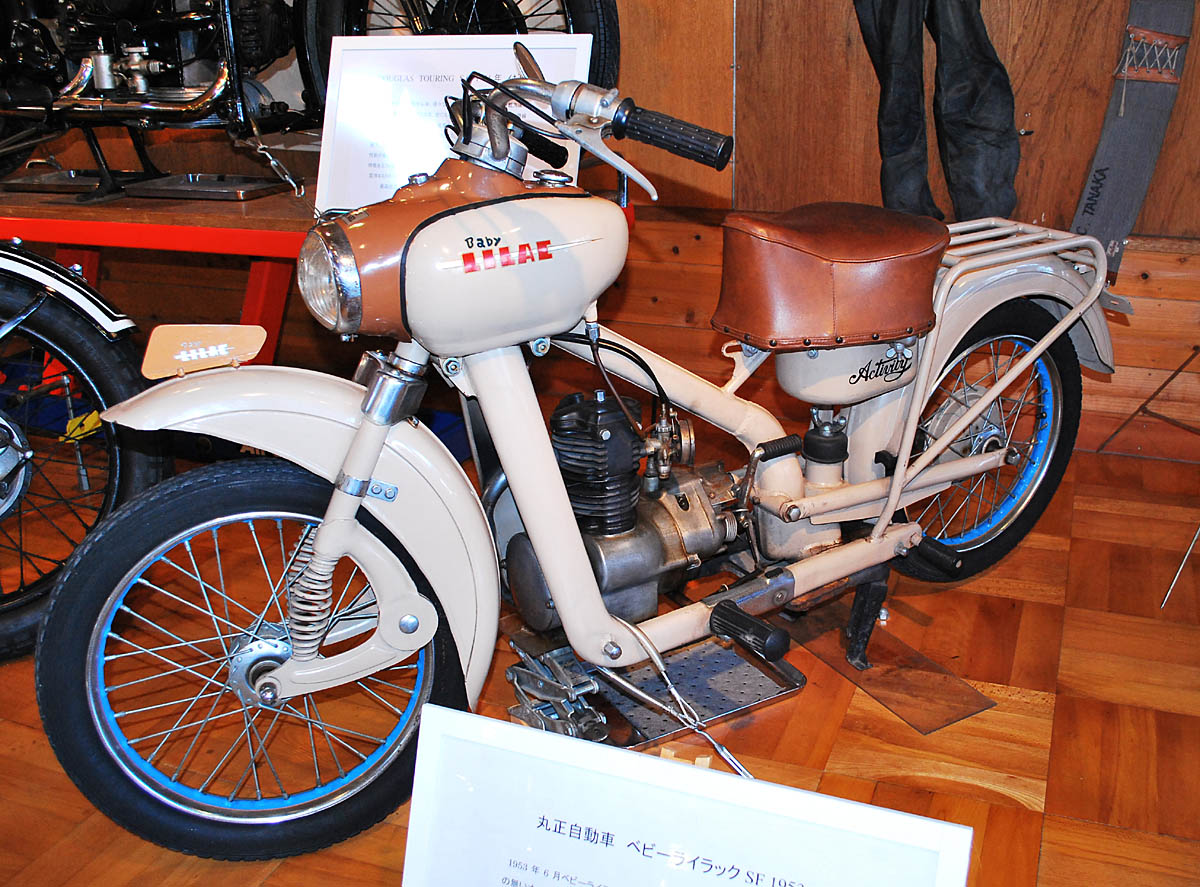
ベビーライラックSF

ヴィクトリア・ベルグマイスターに範を取ったV型2気筒、シャフトドライブで有名である。
- タイガー - 試作。ベルト駆動。
- ライラックML（1950年10月発売） - 148ccSV、ボア×ストロークは55×62mm。2.43kW（3馬力）/4000rpm。シャフトドライブ。
- ライラックLB（1952年発売） - 150cc単気筒、ボア×ストロークは57×58mm。
- ライラックKD（1952年発売） - 150cc単気筒OHV、3.5馬力。シャフトドライブ。名古屋TTレースで団体4位に入賞した。
- ライラックKE - ライラックKDを200ccにボアアップしたモデル。
- ライラックKH（1952年11月発売） -
- ライラックAQ - 125cc。
- ライラックBR - 175cc。
- ライラックPV - 125cc。
- ベビー・ライラックJF（1953年4月発売） - 87cc、2.4kW（3.2馬力）/5500rpm。燃料タンクをヘッドライトと一体化したため非常に特徴的な風貌である。グリップチェンジ。排気量は当時90ccまで無試験許可制だったことに合わせたもの。
- ベビー・ライラックJF2 - 104cc。
- ライラック・ドラゴンTW - 338cc水平対向2気筒。12馬力。
- ライラック・ランサーSW（1955年発売） - 339cc水平対向2気筒。8.82kW（12馬力。）/4800rpm。
- ライラックSY（1955年発売） - 250cc単気筒、6.25kW/4700rpm。
- ライラックSYZ - 250cc単気筒OHV。ライラックSYの圧縮比を上げ、エアクリーナーを外して高出力化した。当時無名の伊藤史朗が駆り第1回浅間火山レースで優勝した。
- ベビー・ライラックSF - 90cc。
- ベビー・ライラックSF2
- ベビー・ライラックSF3 - 125cc単気筒OHV。
- ライラックUY - 250cc単気筒、シャフトドライブ。第1回浅間火山レースで優勝した経験をフィードバックした。
- ニュー・ベビー・ライラックDP90（1958年発売） - 2サイクル90cc、2.94kW（4馬力）/5000rpm。
- ライラックC82 - 150ccV型2気筒。
- ライラックC81 - 125ccV型2気筒。
- ライラックLS18 - 247ccV型2気筒OHV、圧縮比は7.8で18.5馬力。挟み角60度、ボア×ストロークは54×54mm。
- ライラックLS18/2（1960年発売） - 248ccV型2気筒、13.1kW（17.8馬力）/6800rpm。
- ライラック・ランサーマークV・LS38（1959年発売） - 247ccV型2気筒、圧縮比は8.2で、14.92kW（20.3馬力）/8000rpm。
- ライラックCS28（1960年発売） - 125ccV型2気筒の実用車。
- ライラックCF40（1960年発売） - 125cc、7.72kW（10.5馬力）/8000rpm。ライラックCS28をスポーツ型としたもの。
- ライラックAS71（1961年発売） - 前後ともカンチレバーサスペンションを持つ50ccスクーターで、秋岡芳夫揮下のKAKデザイン研究所による極めて進歩的な美しいデザインを持つ。サスペンション変更を施されて三菱にOEMされ、ピジョン・ゲールペットの名前で販売されたが、三菱側の背信により量産1000台ほどで初期頓挫、新工場まで建設した丸正の倒産を招いた。
- ライラックC103（1964年試作） - 125cc水平対向2気筒SOHC、10.9kW/11000rpm。160ccも試作された。
- ライラックR92マルショーST（1964年発売） - 493cc水平対向2気筒、26.2kW（35.6馬力）/6300rpm。
- ライラックR92マルショー・マグナム・エレクトラ（1966年発売） - 493cc水平対向2気筒、圧縮比9.6で、27.9kW（38馬力）/7000rpm。